# Kibyra

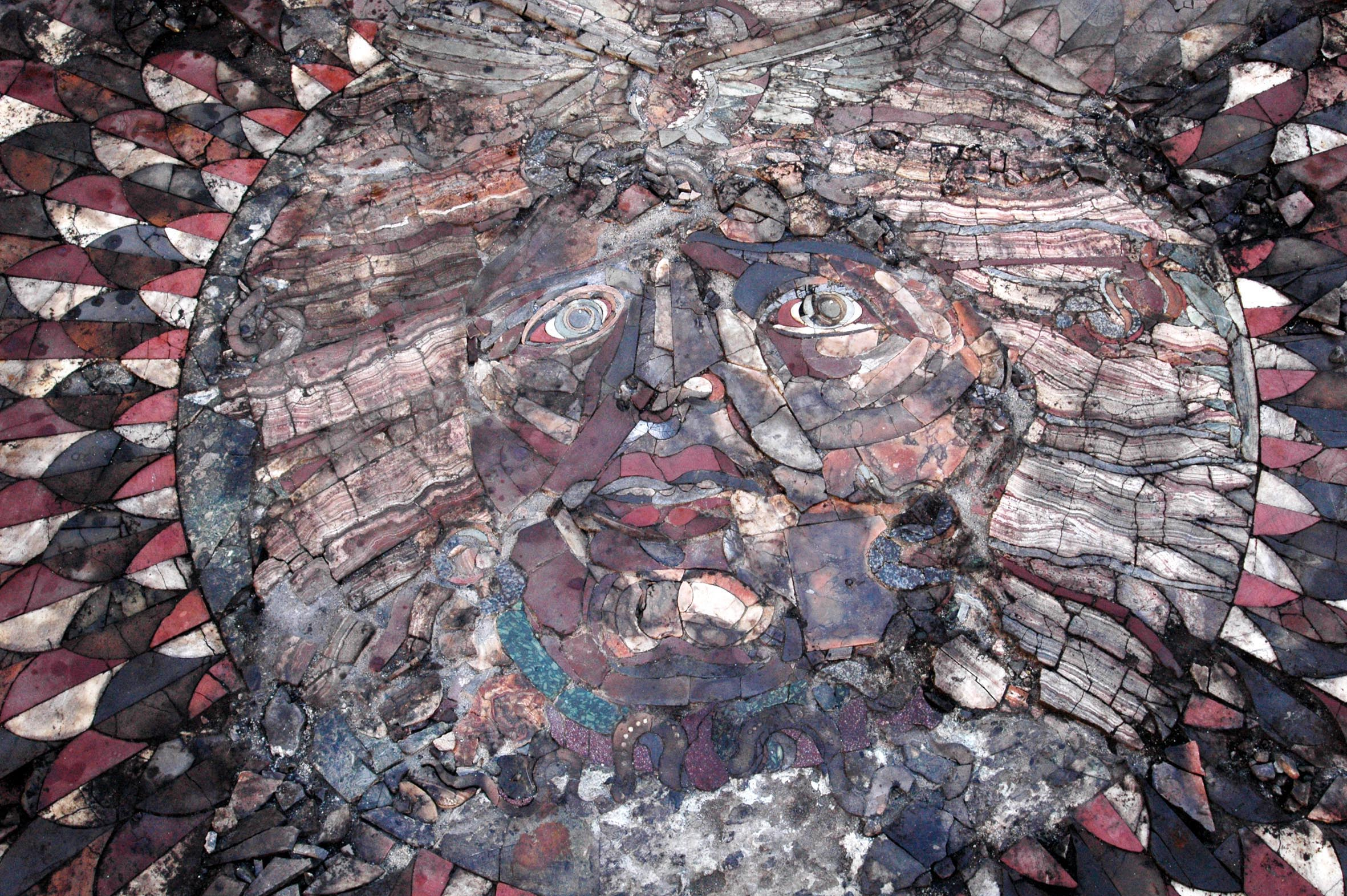
Medusamozaïek in het Odeion

Kibyra (Oudgrieks: Κίβυρα / Kíbura) is een antieke stad zo'n drie kilometer ten noordwesten van Gölhisar, in de Burdurprovincie van Zuid-West Turkije. De ouden noemden het ook wel "het grote Kibyra" (ἡ μεγάλη), om het te onderscheiden van het kleinere Kibyra () in Pamphylië.

## Geschiedenis
De stad zou rond 330 v.Chr. gesticht zijn onder de Luwische naam Kabala. Hij lag op een kruispunt van handelsroutes en was befaamd voor zijn metallurgie (in het bijzonder van ijzer).
In de 2e eeuw v.Chr. ging Kibyra behoren tot het Koninkrijk Pergamon. De stad nam de leiding over een tetrapolis (vierstedenverband) met Bubon, Balbura en Oenoanda. Na de Eerste Mithridatische Oorlog werd het ontbonden door de Romeinse generaal Lucius Licinius Murena (83 v.Chr.). Kibyra ging deel uitmaken van de provincie Asia.
In de 1e eeuw v.Chr. was Kibyra een multiculturele stad geworden waar volgens Strabo nog Lydisch werd gesproken, naast Grieks, Pisidisch en Solymiaans. In de stad was ook een tempel van Apollon, die in de tijd van Cicero werd gedacht te zijn geplunderd geweest. Een reeks verwoestende aardbevingen vond plaats in 23 n.Chr., maar Kibyra werd heropgebouwd met de steun van keizer Tiberius.
In de Byzantijnse periode was Kibyra de zetel van een bisdom, behorend tot de eparchie Carië.

## Archeologie
In 1842 werd een eerste wetenschappelijke beschrijving gegeven van de verlaten stad. Sedert 2009 is een nieuwe opgravingscampagne aan de gang.
Vele vondsten zijn overgebracht naar het Archeologisch Museum van Burdur, dat ook onderdak biedt aan artefacten uit het nabijgelegen Sagalassos en Aphrodisias. Onder meer de friezen met gladiatoren zijn uit Kibyra afkomstig.

## Beschrijving
De overblijfselen van het oude Kibyra dateren voornamelijk uit de Romeinse periode. Ze bevinden zich in een indrukwekkende staat van bewaring.
Het meest spectaculaire gebouw is het Bouleuterion, een publieke plaats dat ook dienstdeed als Odeion, een theater voor muziek, dans en poëzie. Dit overdekte halfrond bood plaats aan zo'n 3.600 mensen, wat wijst op het regionale belang van de stad. De orkestbak heeft een prachtige mozaïekvloer in opus sectile uit het midden van de derde eeuw n.Chr. Het is een 11 meter brede afbeelding van Medusa, compleet met golvende lokken, slangen en nimbus. Sommige marmersecties van dit meesterwerk zijn maar één millimeter dik. Ondanks een brand die het houten dak deed instorten en dagenlang bleef nasmeulen, is dit unieke legwerk nagenoeg intact. Het zal in situ worden geconserveerd en met glas bedekt.
Naast het Odeion staat een badhuis waarvan de hypocaustumverwarming nog te zien is.
Het openluchttheater is een van de grootste in Anatolië. Het bood plaats aan ongeveer 15.000 toeschouwers en telt 42 rijen, verdeeld door een diazoma (middenpad).
In de 197 meter lange arena van het stadion werden atletiekwedstrijden en gladiatorengevechten gehouden. De cavea in de bergflank telt 21 rijen en deze aan de overzijde 12. Drie bogen markeren de ingang aan de noordzijde.
De agora bestaat uit een hoger en een lager deel, verbonden door trappen en omzoomd door sokkels voor verdwenen standbeelden. De originele stenen bedekking en de stoa zijn nog te zien. In het midden staat een marmeren bassin met waterleidingen uit terracotta.
Aan beide zijden van een straat die betreden wordt langs een Dorische toegang, zijn talrijke sarcofagen opgesteld. Hier zijn onder meer de gladiatorenfriezen gevonden.
Aan het einde van de necropool liggen de ruïnes van een christelijke kerk.

## Verder lezen
- G.E. Bean, KIBYRA MAIOR (Horzum [Gölhisar]) Phrygia, Turkey, in R. Stillwell – W.L. McDonald – M. Holland McAllister (edd.), The Princeton Encyclopedia of Classical Sites, Princeton, 1976.